# Іщенки
Іщенки — колишнє село, входило до складу Калюжненської сільської ради, Лебединський район, Сумська область.
1984 року в Іщенках проживало 10 людей. Село зняте з обліку 18 січня 1988 року.

## Географічне розташування
Село знаходиться біля витоків річки Ташань, за 1 км нижче по течії розташоване село Черемухівка, на такій же відстані — колишнє село Хмелівець.